# 江漢路駅 (杭州市)
江漢路駅（こうかんろえき）は、中華人民共和国浙江省杭州市浜江区江南大道と江漢路の交差点に位置する杭州地下鉄6号線の駅である。将来的には18号線との乗換駅になる予定となっている。

## 歴史
- 2020年12月30日：開業[2]。

## 駅構造
島式ホーム1面2線を有する地下駅。駅の江陵路方には上下線をつなぐ片渡り線が設置されている。

### のりば

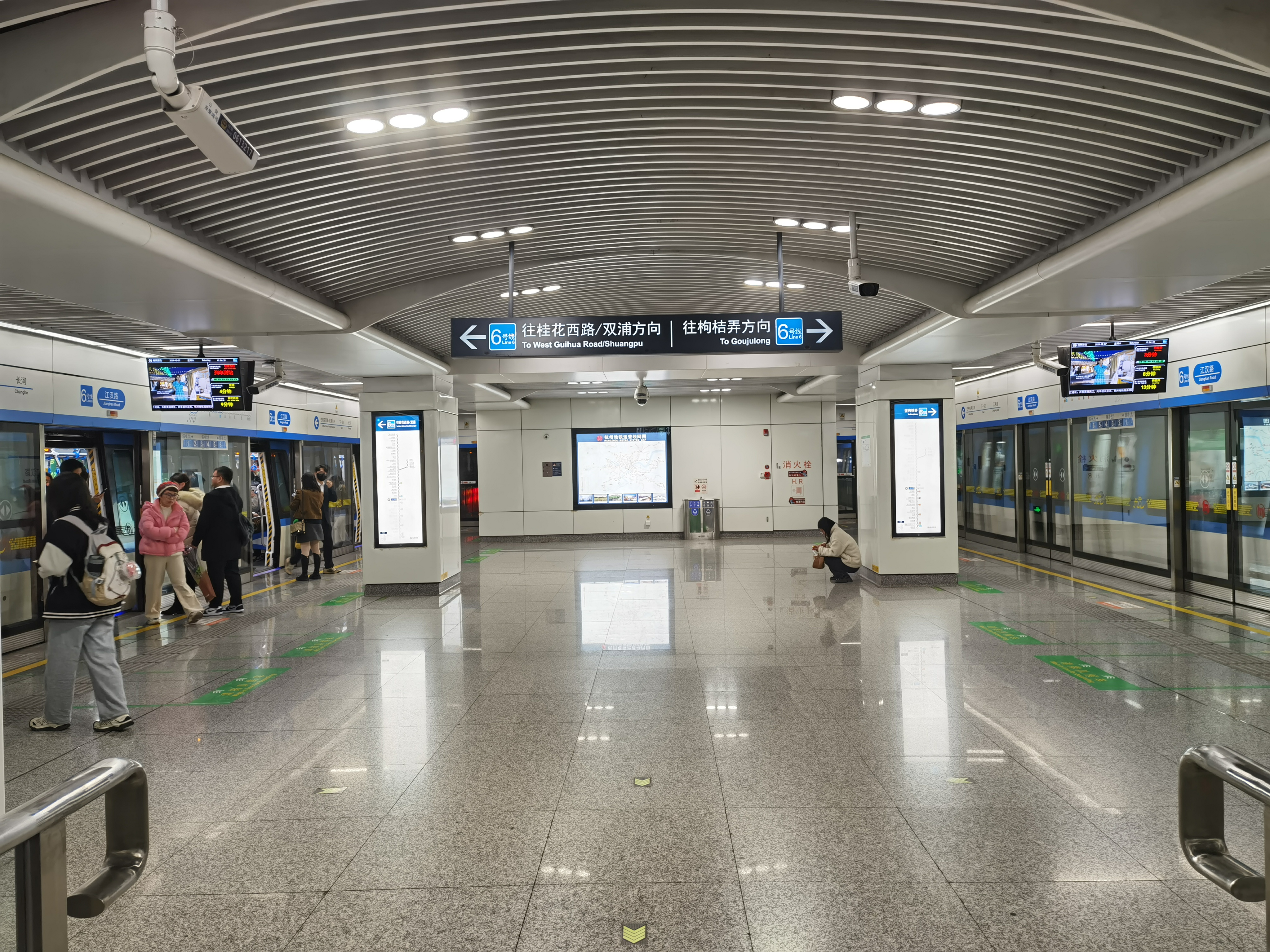
ホーム
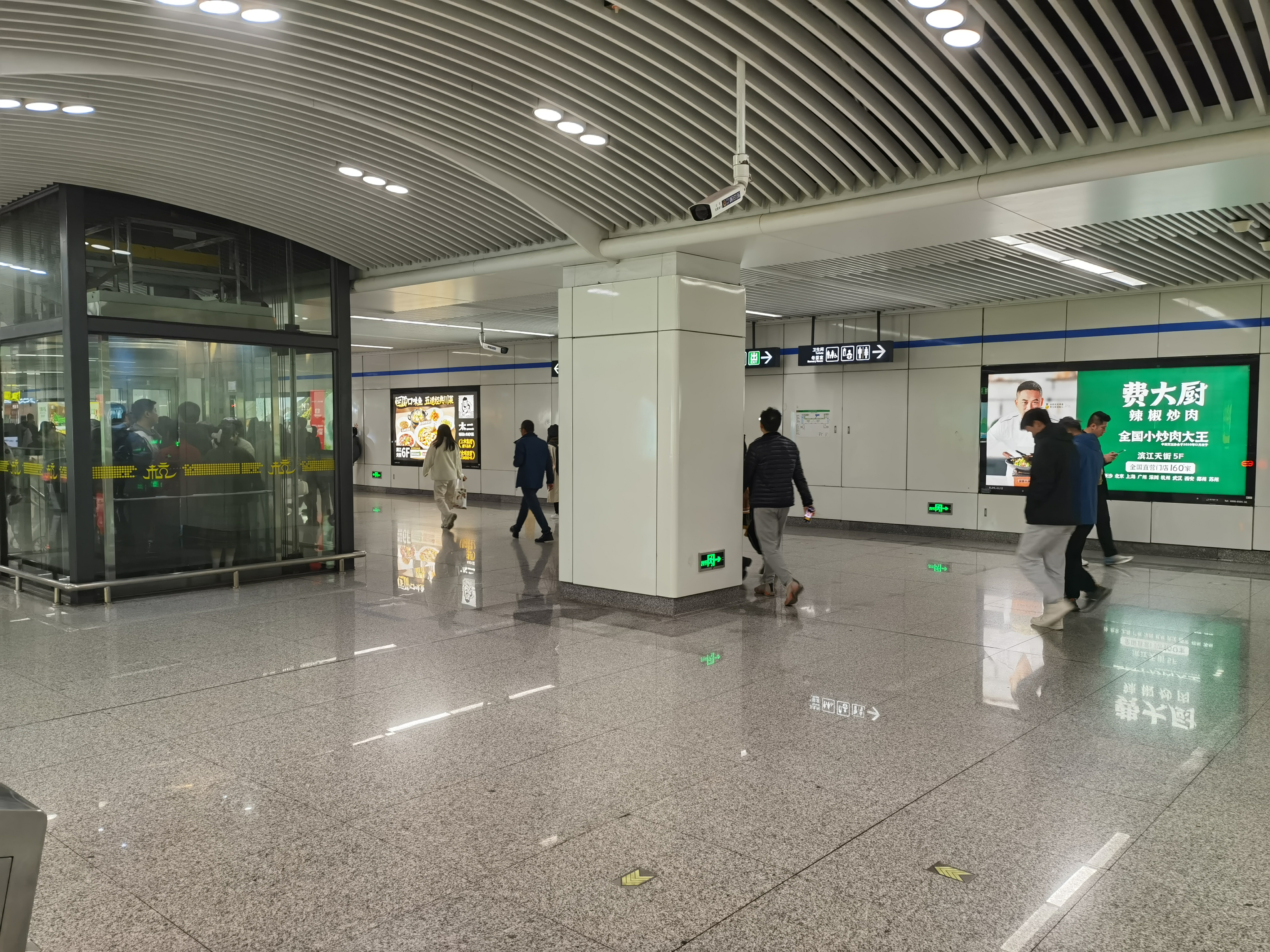
コンコース

案内上ののりば番号は設定されていない。
| 路線    | 方向 | 行先                           |
| ------- | ---- | ------------------------------ |
| ■ 6号線 | 下り | 桂花西路・双浦方面             |
| ■ 6号線 | 上り | 火車東站（東広場）・枸橘弄方面 |

（出典：杭州地下鉄:站内空间示意图）
- ホーム
- コンコース

## 駅周辺
- 浜海ビル
- 威陵ビル
- 中興花園
- 浜江区財政局
- 興耀ビル
- 杭州明豪vocoホテル（英語版）
- 中興花園百合苑
- 杭州市聞濤小学
- 恒鑫ビル
- 東冠ビル
- 竜湖・杭州浜江天街（中国語版） - D出入口直結
- 竜湖・春江酈城
- 風雅銭塘
- 傾城之恋

## 隣の駅
杭州地下鉄
■ 6号線
長河駅 - 江漢路駅 - 江陵路駅
■ 18号線（事業中）
江暉路駅 - 江漢路駅 - 甬江路駅